# Justin Tuck
Justin Lee Tuck (Kellyton, 29 marzo 1983) è un ex giocatore di football americano statunitense che ha militato nel ruolo di defensive end per la maggior parte della carriera con i New York Giants della National Football League (NFL) vincendo due Super Bowl.. Fu scelto nel corso del quarto giro (74º assoluto) del Draft NFL 2005. Al college giocò a football alla Notre Dame.

## Carriera professionistica

### New York Giants

#### 2005-2006
Malgrado fosse stato pronosticato come una scelta della metà del primo giro del Draft 2005, Tuck fu scelto nel corso del terzo giro, 74º assoluto, dai New York Giants. Il 29 luglio 2005, firmò un contratto quadriennale del valore di 2,12 milioni di dollari coi Giants, inclusi 737.000 dollari di bonus alla firma.
Nella sua stagione da rookie, Tuck si trovò chiuso dai defensive end Pro Bowler Michael Strahan e Osi Umenyiora, giocando principalmente come membro degli special team e come prima riserva dei due titolari. In totale, Tuck giocò 14 gare in stagione, di cui una da titolare, e il primo turno di playoff delle wild card. Il suo primo sack in carriera lo mise a segno contro i rivali di division dei Dallas Cowboys.
Tuck terminò la stagione 2005 con 33 tackle totali, un sack, due passaggi deviati, un fumble forzato e 18 tackle totali.
Durante la sua seconda stagione da professionistica nel 2006, Tuck giocò solo sei gare a causa di un infortunio patito il 23 ottobre nel corso di una vittoria nel Monday Night Football contro i Dallas Cowboys. Il 17 novembre, Tuck si sottopose con successo ad un intervento chirurgico. In quella stagione, Tuck fece registrare solo due tackle.

#### 2007

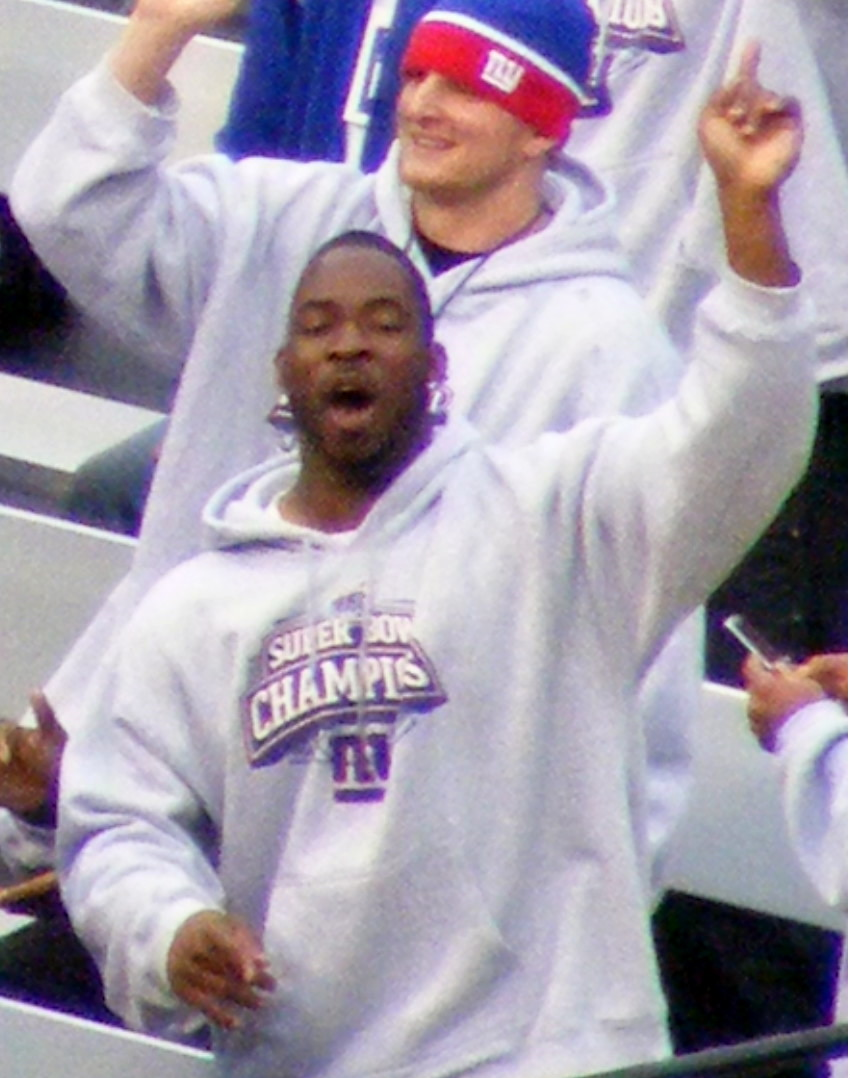
Tuck alla parata per la vittoria del Super Bowl XLII

Malgrado due sole partite disputate da titolare nel 2007, Tuck giocò fino a quel momento la sua miglior stagione, facendo registrare 65 tackle, 10 sack e due fumble forzati nella stagione regolare. Nel corso della stagione, Tuck si divise i minuti come defensive end con Michael Strahan e Osi Umenyiora. Il 18 gennaio 2008, Tuck firmò un rinnovo contrattuale di 5 anni coi Giants per un totale di 31 milioni di dollari, 16 dei quali garantiti (compresi 9 milioni di bonus alla firma).

##### Super Bowl XLII
Di fronte a un'audience televisiva da record, Tuck giocò una partita spettacolare nel Super Bowl XLII, pressando ripetutamente il quarterback dei New England Patriots Tom Brady, facendo registrare due sack e forzando un fumble. Secondo Tuck, lui e Brady si erano presi a male parole per tutto il corso della partita, soprattutto nelle giocare più fisiche. A causa del basso punteggio della partita, diversi opinionisti ritennero che Tuck fosse più meritevole del premio di MVP del Super Bowl di Eli Manning.

#### 2008
A causa del ritiro di Michael Strahan, Tuck fu promosso a defensive end titolare. Quando gli fu chiesto riguardo alla pressione che avrebbe affrontato nel sostituire Strahan, Tuck replicò "Pressione? No, sono abbastanza sveglio da sapere che c'è stato solo uno Strahan e ce ne sarà sempre solo uno. Non sto cercando di sostituire Michael Strahan. Sto solo cercando di riempire quel vuoto al meglio per permettetere a questa squadra di football di vincere. Non sento la pressione di dover mettere a segno 22 sack in una stagione." Tuck però iniziò la stagione 2008 alla maniera di Michael Strahan, compiendo un sack sul quarterback dei Washington Redskins Jason Campbell nella prima azione della stagione. Alla fine i Giants sconfissero i loro rivali di division Redskins 16–7. Tuck a quella grande prestazione ne fece seguire un'altra contro i St. Louis Rams. Egli terminò la gara con 2,0 sacks e un intercetto ritornato in un touchdown nella vittoria dei Giants nella seconda settimane. Quello fu il primo intercetto ritornato in TD della sua carriera e il primo touchdown da alla sua stagione da junior a Notre Dame.
Tuck totalizzò 66 tackle, 12 sack, 3 fumble forzati, due passaggi deviati e un intercetto. L'ottima annata gli fece guadagnare la prima convocazione per il Pro Bowl come defensive end titolare della NFC. Fu inoltre inserito nel First-Team All-Pro per la prima volta in carriera.

#### 2009
Tuck e i Giants iniziarono la stagione 2009 come una delle squadre favorite della NFC per raggiungere il Super Bowl. Tuck giocò bene nel debutto stagionale contro i Washington Redskins il 13 settembre 2009, mettendo a segnò due tackle, 1,5 sack e un passaggio deviato che permisero ai Giants di vincere 23–17. Dopo la gara, Tuck fu nominato miglior difensore della NFC della settimana. Tuck sostenne un infortunio durante una gara coi Cowboys a settembre che lo condizionò per tutto il resto dell'annata. Egli terminò la stagione con 60 tackle, 6 sack, 6 fumble forzati e 8 passaggi deviati. Fu nominato prima riserva per il Pro Bowl.

#### 2010
Tuck continuò a giocare su livelli elevati nella stagione 2010 season e, insieme a Osi Umenyiora, formò una delle coppie di defensive end più temute della lega.
Tuck fece registrare i record in carriera di tackle (76) fumble forzati (6). Inoltre mise a segno 11,5 sack, a solo mezzo sack dal suo record in carriera del 2008. Le migliori gare stagionali avvennero contro i Chicago Bears e i Philadelphia Eagles. Nella settimana 4, contro Chicago, Tuck compì ben 3 dei 10 sack totali della difesa, oltre a forzare un fumble nella vittoria 17–3. Nella settimana 17, contro Philadelphia, Tuck mise a segno 3 sack e forzò due 2 fumble nella sconfitta contro gli Eagles.
I Giants terminarono con un record di 10–6 e mancarono l'accesso ai playoff a causa della sconfitta contro gli Eagles, che vinsero la NFC East. Tuck fu nuovamente selezionato per il Pro Bowl ed inserito nel First-Team All-Pro.

#### 2011
Nella stagione 2011, Tuck giocò solo 12 partite, di cui 11 da titolare, a causa degli infortuni che tormentarono sia lui che Umenyiora, totalizzando 37 tackle, 5,0 sack, 3 passaggi deviati e un fumble forzato.
Nei playoff i Giants fecero fuori rispettivamente i Falcons, i campioni uscenti e favoritissimi Packers e nella finale della NFC i 49ers giungendo così a disputare il Super Bowl XLVI contro i New England Patriots. Il 5 febbraio 2012, i Giants superarono i Patriots 21-17 e Tuck si laureò per la seconda volta campione NFL. Le marcature della partita si aprirono proprio grazie a Tuck che costrinse Tom Brady a commettere una safety portando i primi due punti ai Giants. Inoltre Tuck mise a segno anche 3 tackle e 2 sack.
A fine stagione, Tuck fu votato al 62º posto nella NFL Top 100, l'annuale classifica dei migliori cento giocatori della stagione.

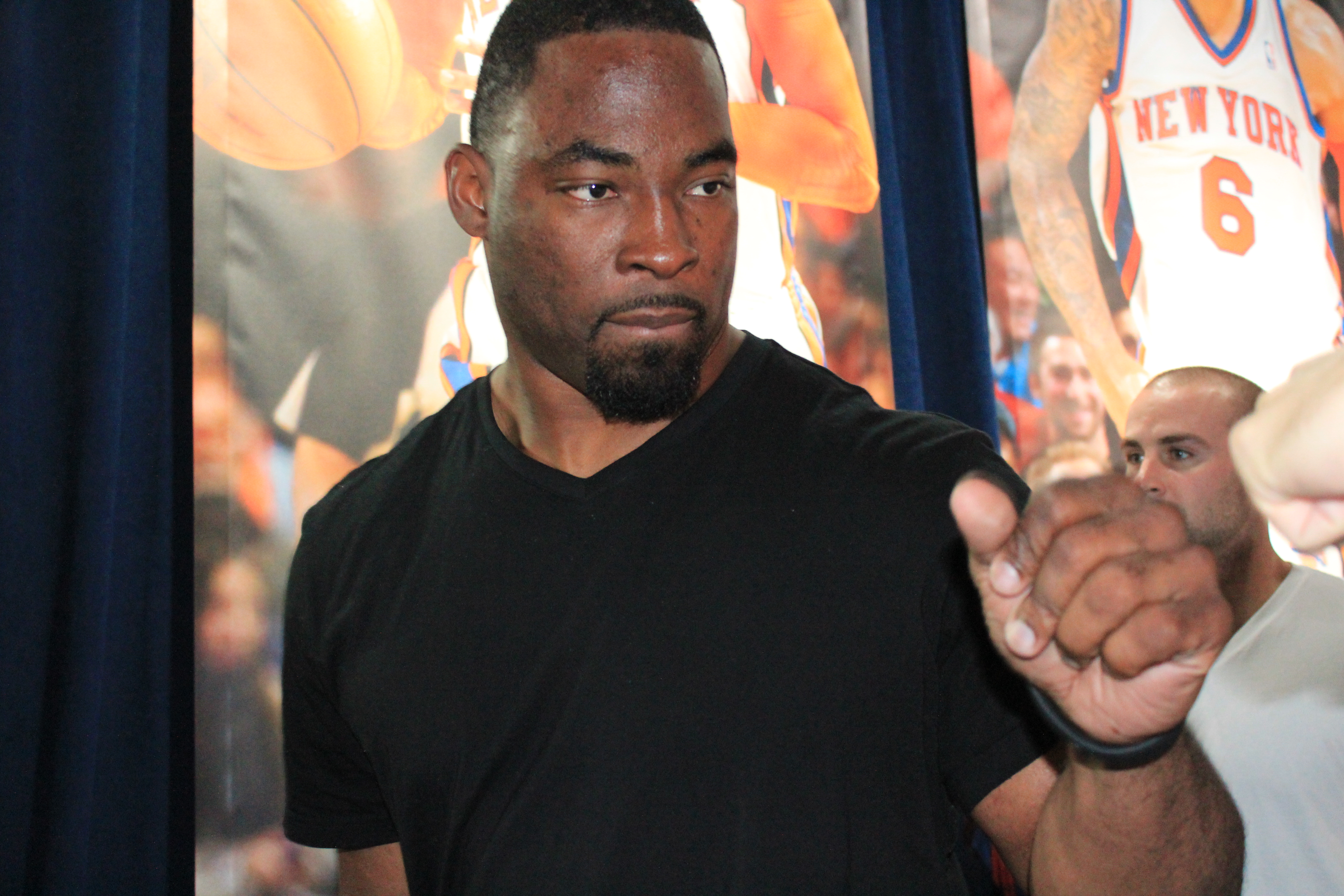
Tuck nel maggio 2012.

#### 2012
Tuck mise a segno il suo primo sack stagionale nella settimana 7 su Robert Griffin III dei Redskins. Altri due li mise a referto due settimane dopo contro i Pittsburgh Steelers. Il quarto e ultimo stagionale nell'ultima gara della stagione regolare contro gli Eagles. I Giants non si qualificarono per i playoff e la sua stagione terminò con 15 presenze (14 come titolare) con 27 tackle e 4,0 sack, il minimo dalla stagione 2006.

#### 2013
Nella settimana 13, Tuck mise a segno un primato in carriera quattro sack su Robert Griffin III, contribuendo alla vittoria dei Giants per 24-17 sui Redskins. Per questa prestazione fu premiato come miglior difensore della NFC della settimana. Altri due li mise a segno la settimana successiva ma New York fu sconfitta da San Diego.

### Oakland Raiders

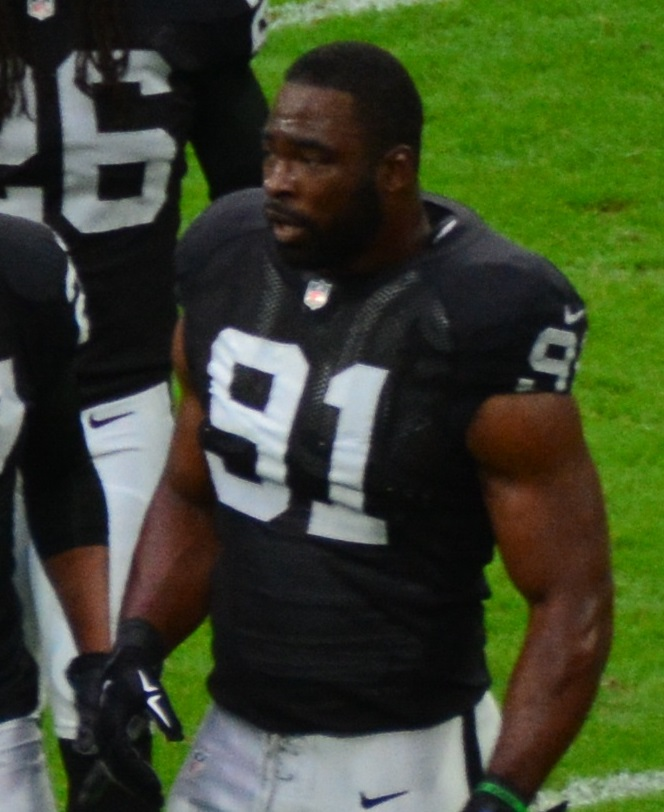
Tuck nel 2014.

Il 13 marzo 2014, Tuck firmò con gli Oakland Raiders un contratto biennale del valore di 11 milioni di dollari. Il primo sack con la nuova maglia lo mise a segno nella settimana 3 su Tom Brady. La sua prima stagione in California si chiuse guidando la squadra con 5 sack. L'anno successivo disputò solamente cinque gare, annunciando il ritiro il 1º febbraio 2016.

## Palmarès

### Franchigia
- Super Bowl : 2

New York Giants: XLII, XLVI
- National Football Conference Championship: 2

New York Giants: 2007, 2011

### Individuale
- Convocazioni al Pro Bowl: 2

2008, 2010
- First-team All-Pro: 2

2008, 2010

## Statistiche
Fonte:
|        |                 | Tackle | Tackle | Tackle | Tackle | Tackle | Tackle | Intercetti | Intercetti | Intercetti | Intercetti | Intercetti | Fumble | Fumble |
| Anno   | Squadra         | P      | PT     | Tot    | Sol    | Sack   | Saf    | Int        | Yard       | Media      | Max        | TD         | FF     | FR     |
| ------ | --------------- | ------ | ------ | ------ | ------ | ------ | ------ | ---------- | ---------- | ---------- | ---------- | ---------- | ------ | ------ |
| 2005   | New York Giants | 14     | 1      | 31     | 26     | 1.0    | 0      | -          | -          | -          | -          | -          | 1      | 1      |
| 2006   | New York Giants | 6      | 0      | 10     | 6      | 0      | 0      | -          | -          | -          | -          | -          | 0      | 0      |
| 2007   | New York Giants | 16     | 2      | 65     | 48     | 10.0   | 0      | -          | -          | -          | -          | -          | 2      | 0      |
| 2008   | New York Giants | 16     | 16     | 67     | 52     | 12.0   | 0      | 1          | 41         | 41.0       | 41T        | 1          | 3      | 0      |
| 2009   | New York Giants | 16     | 15     | 59     | 44     | 6.0    | 0      | -          | -          | -          | -          | -          | 5      | 0      |
| 2010   | New York Giants | 16     | 16     | 76     | 48     | 11.5   | 0      | -          | -          | -          | -          | -          | 6      | 5      |
| 2011   | New York Giants | 12     | 11     | 37     | 26     | 5.0    | 0      | -          | -          | -          | -          | -          | 1      | 0      |
| 2012   | New York Giants | 15     | 14     | 45     | 27     | 4.0    | 0      | -          | -          | -          | -          | -          | 0      | 0      |
| 2013   | New York Giants | 16     | 15     | 63     | 41     | 11.0   | 0      | 1          | -2.0       | -2.0       | -2.0       | 0          | 2      | 0      |
| 2014   | Oakland Raiders | 15     | 12     | 43     | 37     | 5.0    | 0      | 1          | 1          | 1          | 1          | 0          | 2      | 0      |
| Totale |                 | 143    | 106    | 496    | 355    | 65.5   | 0      | 3          | 40         | 13.3       | 41         | 1          | 22     | 6      |